# Xã Walker, Quận Centre, Pennsylvania
Xã Walker (tiếng Anh: Walker Township) là một xã thuộc quận Centre, tiểu bang Pennsylvania, Hoa Kỳ. Năm 2010, dân số của xã này là 4.433 người.